# 암토무사어족
암토무사어족은 서로 밀접하게 관련있지만 상호 의사소통은 힘든 암토어와 무사어로 이루어진 어족이다. 부사어와 유형적으로 유사성이 알려져 있으나 계통적인 연관성과는 관계가 없는 것으로 보인다.

## 분류
- 암토어
- 무사어